# Едмунд Гантер
Едмунд Гантер (1581—10. децембар 1626) био је енглески свештеник, математичар, геометар и астроном велшког порекла. Он је запамћен по свом математичком доприносу који укључује Гантерове ланце, Гантеров квадрант и Гантерову размеру. Године 1620, измислио је први успешан аналогни уређај који је развијен за израчунавање логаритамских тангенти. Математику је учио од свештеника Хенрија Бригса и касније је постао професор астрономије на факултету Грешам (од 1619. па до своје смрти). 

## Биографија
Гантер је рођен у Хертфордширу 1581. године. Он је стекао образовање у Вестминистерској школи и 1599. године уписао Христову Цркву, Оксфорд. Године 1614. постао је проповедник, а 1615. дипломирао теологију. Он је постао главни парох цркве Светог Ђорђа у Саутворку.
Математика, посебно однос између математике и реалног света, било је оно што га је окупирало током живота. Године 1619, сер Хенри Севил уложио је новац у фонд универзитета у Оксфорду за прва два научна факултета: астрономију и геометрију. Гантер је желео да постане професор геометрије, али Севил није имао поверења у њега и Гантерово понашање га је нервирало. Гантер је објашњавао како са својом размером и квандрантом могу да се израчунају положаји звезда или удаљеност од цркве, све док Севил није посустао. Савил га је извређао и све његове теорије одбацио са презиром.
Убрзо након тога, Гантер је подржан од стране богатијег грофа од Бриџвотера, захваљујући коме је 6. марта 1619. године Гантер именован за професора астрономије на факултету Грешам у Лондону, што је и био све до своје смрти.
Са Гантеровим именом је повезано неколико корисних проналазака за које је дао описе у својој расправи. Он је мајсторски извео свој сектор о 1606. години и написао опис о томе на латинском, али прошло је више од шеснаест година пре него што је дозволио да књига буде објављена на енглеском. Године 1620. објавио је свој Canon triangulorum, док је четири године касније, 1624. објавио колекцију својих математичких радова. Била је насловљена  . Једна од запаженијих ствари је то што је књига написана и објављена на енглеском, а не на латинском. „Ја сам последњи желео да књига изађе на енглеском“, написао је он. „Ово није оно што мислим да је вредно мог рада и јавног приказивања, а да задовољи наметљивост оних који не знају латински.“ То није био приручник за факултет, већ за морнаре и геометре широм света.
Постоји разлог да се верује да је Гантер био први који је открио да магнетна игла одступа од географског подневка (или меридијана) неког места. По жељи Џејмса I 1624. године објавио је дело „Опис и употреба цифарника Његовог Височанства у Вајтхал Башти“ — једини његов рад који није био прештампаван. Он је сковао термине „косинус“ и „котангенс“ и предлагао Хенрију Бригсу, свом пријатељу и колеги, да користи аритметичке додатке. Његови практични проналасци су укратко препричани у наставку.  

## Гантеров ланац
Гантерово интересовање за геометрију довело га је до развоја методе снимања мора уз помоћ триангулације. Линеарне мере могу бити предузете између топографских карактеристика као што су углови поља, и користећи триангулацију поља или друге површине могле су да буду приказане на равни, а њихова површина прорачуната. Ланац дугачак 20 метара, са посредним мерним навођењем, који је изабран са разлогом, назван је „Гантеров ланац“. Изабрана дужина ланца од 20 метара, даје јединицу која се лако претвара у површину. Због тога део од 10 са пута 10 ланаца даје 10 ара. Површина било ког дела мереног у ланцима се врло лако може израчунати.

## Гантеров квадрант
Гантеров квадрант је инструмент направљен од дрвета, месинга или других материјала који садржи неку врсту стереографске пројекције сфере на раван равнодневице, с тим да око треба да се постави на једном од полова, тако да повратник, еклиптика, хоризонт формирају кружне лукове сатни кругови и друге криве, нацртане уз помоћ неколико висина сунца на одређеној географској ширини сваке године. Овај алат се користио да би се одредило доба дана, азимут сунца и други општи проблеми сфере или земљине кугле, као и да би се изразила висина објекта у степенима. 
Ретки Гантеров квандрант, који је направио Хенри Сатон 1657. године, може се описати на следећи начин: инструмент уобичајене величине, високих преформанси који има два визира и висак убачен у теме. Предња страна је дизајнирана као Гантеров квадрант, док је задња страна направљена као тригонометријски квадрант. Страна са астролабом има сатне линије, календар, хороскопске знаке, позиције звезда, астралне пројекције и вертикалну скалу. Страна са геометријским квадрантима садржи неколико тригонометријских функција и правила.

## Гантерова скала
Гантерова скала или Гантерово правило, обично називана "Гантер" од стране морнара, велика је равна скала, по правилу 0,61 метара дуга и око 1½ инча широка (600 мм х 40 мм), са означеним различитим подеоцима или линијама. На једној страни су природне јединице, а на другој одговарајуће вештачке или логаритамске јединице. Уз помоћ овог алата проблеми у навигацији, тригонометрији и сличним наукама решавају се уз помоћ пара компаса. То је претходник клизећег лењира, помоћно средство за рачунање коришћено од 17. века па све до 1970-их.

## Гантерова опрема
Морска опрема, слична рибарској куки, назива се Гантерова опрема или још "клизећи Гантер", због своје сличности са "Гантеровим правилом".